# Alexteroon jynx
Alexteroon jynx är en groddjursart som beskrevs av Jean-Louis Amiet 2000. Alexteroon jynx ingår i släktet Alexteroon och familjen gräsgrodor. IUCN kategoriserar arten globalt som akut hotad. Inga underarter finns listade i Catalogue of Life.